# Trichiorhyssemus longetarsalis
Trichiorhyssemus longetarsalis är en skalbaggsart som beskrevs av Bénard 1921. Trichiorhyssemus longetarsalis ingår i släktet Trichiorhyssemus och familjen Aphodiidae. Inga underarter finns listade i Catalogue of Life.